# Andrea Viviano
Andrea Viviano  foi um futebolista italiano.

## Carreira
Conquistou a medalha de bronze 1928, com a Seleção Italiana de Futebol.